# Fujisato
Fujisato (藤里町?) è una cittadina giapponese della prefettura di Akita.